# Rudra Baruah
Luit Konwar Rudra Baruah fue un actor, compositor, letrista, cantante y músico indio. Ocupó el cargo de Gobernador de Assam, en el Departamento de Relaciones Públicas (desde entonces rebautizada como la Dirección de Información y Relaciones Públicas) y estableció una División sobre la Cultura y Cine en la década del 70. 
Fue reconocido bajo el título de Konwar Luit, en honor a la excelente labor de su equipo para el desarrollo de la música y el cine en Assam.
Nació en la aldea de cerca de Bhimor Puranigudam en el distrito de Nagaon en 1926 y vivió en Guwahati. Presentó y dirigió la música para varias películas en Assam y compuso una gran cantidad de temas musicales que fueron populares en el idioma local. Murió el 14 de febrero de 1980 dejando atrás a su esposa y tres hijos.

## Filmografía
- Kallol (Music Director)[1]

## Canciones
- Poka dhanor maje maje (letra y música)
- Kauri pore (música)
- Kasot kolochi haali jaali koon menoka aahe (letra y música)